# Gwela
Ne doit pas être confondu avec Nguema.
Gwela, également appelée Nguela, est une localité de la République démocratique du Congo, située dans la province du Bas-Congo.